# Gmina Umeå
Gmina Umeå (szw. Umeå kommun) – gmina w Szwecji, w regionie Västerbotten, z siedzibą w Umeå.
Pod względem zaludnienia Umeå jest 11. gminą w Szwecji. Zamieszkuje ją 130 224 osób – 50,1% populacji to kobiety, 49,9% – mężczyźni. Średnia wieku mieszkańca gminy to 38,5 lat (dla kobiet: 37,67, a dla mężczyzn 39,39).
W gminie zameldowanych jest 8675 cudzoziemców. Na każdy kilometr kwadratowy przypada 54,5 mieszkańca. Pod względem wielkości gmina zajmuje 37. miejsce. w Szwecji.